# 圣布里厄站
圣布里厄站，是法国的一个铁路车站，位于法国西北部城市，阿摩尔滨海省省会圣布里厄。

## 位置
圣布里厄站位于巴黎－布雷斯特铁路474.570公里处，圣布里厄市区的中部偏南。车站大致呈东西走向，主站房位于铁路线北侧。站内设有地下通道，车站西侧有一处人行天桥可通向车站南侧的停车场，并与站台间连通。
圣布里厄站于2016年起开始进行大规模的翻新改造，主要包括车站北侧的交通组织、新开辟车站南侧广场、车站天桥拆除重建并新增添无障碍设施。

## 站台设置
| 北↑ |      |        | 主站房 |
|     | 侧式 |        |        |
| A道 |      |        |        |
| B道 |      |        |        |
|     | 岛式 |        |        |
| C道 |      |        |        |
| D道 |      |        |        |
|     | 岛式 |        |        |
| E道 |      |        |        |
|     |      | 存车线 |        |
| 南↓ |      |        |        |

## 停靠线路
以下列车线路在圣布里厄站停靠：
| 圣布里厄站列车线路表 |              |                     |                            |                     |
| 线路                 | 车种         | 上一站              | 下一站                     | 大致运行频率        |
| 巴黎—布雷斯特        | TGV          | 雷恩/朗巴勒         | 甘冈                       | 每天7趟左右         |
| 巴黎→布雷斯特        | TGV          | 雷恩                | 布雷斯特                   | 每周4趟左右（单向） |
| 巴黎→布雷斯特        | TGV          | 巴黎蒙帕纳斯        | 甘冈/布雷斯特              | 每周2趟左右（单向） |
| 巴黎—朗尼永          | TGV          | 朗巴勒              | 甘冈                       | 每天1趟             |
| 巴黎—圣布里厄        | TGV          | 朗巴勒              | （终点）                   | 每周1趟             |
| 雷恩—布雷斯特        | TER Bretagne | 雷恩/朗巴勒         | 甘冈                       | 每天4~5趟           |
| 朗尼永→雷恩          | TER Bretagne | 甘冈                | 朗巴勒                     | 每天1趟             |
| 雷恩—圣布里厄        | TER Bretagne | 朗巴勒/伊菲尼亚克   | （终点）                   | 每天3~5趟           |
| 迪南—圣布里厄        | TER Bretagne | 朗巴勒/伊菲尼亚克   | （终点）                   | 每天3~4趟           |
| 迪南/圣布里厄—朗尼永 | TER Bretagne | 伊菲尼亚克/（起点） | 拉莫贡/沙特罗德朗-普卢阿加 | 每天1~2趟           |
| 1. 2.                |              |                     |                            |                     |

## 配套交通

### 长途客车
| 停靠圣布里厄站的大巴车 |                    | |
| 上下车地点             | 运营单位           | 主要线路及目的地 |
| 圣布里厄汽车站         | Isilines EUROLINES | （可直达或通过联程中转的方式，前往法国及欧洲735个目的地） |
| 圣布里厄汽车站         | BREIZHGO           | 27 卢代阿克 · 蓬提维 · 瓦讷 · 洛里昂 |
| 圣布里厄汽车站         | BREIZHGO Ti'Bus    | 1 普卢阿 · 朗卢 · 普卢埃泽克 · 潘波勒 2 普朗盖努阿勒 · 圣阿勒邦 · 普莱讷夫-昂德雷谷 · 弗雷埃勒 · 普莱韦农 3 伊利永 · 波默雷 · 科埃特米厄 · 朗巴勒 4 朗沃隆 · 班波勒 5 普兰泰勒 · 坎坦 · 科尔莱 · 圣尼科拉迪佩朗 · 普卢内韦坎坦 · 罗斯特勒南 6 普莱尔讷夫 · 沙泰洛德朗 · 普卢阿加特 · 甘冈 · 朗尼永 7 普莱德朗 · 圣卡勒克 · 埃农 · 普勒克莱尔米塔日 8 凯苏瓦 · 蒙孔图尔 · 勒梅内 · 梅尔德里尼亚克 |
| 圣布里厄站门口         | SNCF Car TER       | （当某条铁路线施工或罢工时，SNCF可能会提供途径该线路沿途站点的大巴车） |
| 1. 2. 3. 4.            |                    | |

### 城市公共交通
| 圣布里厄站附近的市内公共交通线路 |                | |
| 公交车站名称                     | 位置           | 停靠线路 |
| 火车站南                         | 圣布里厄站南侧 | 周一至六开行： - A 圣布里厄-瑟松·共和 ↔ 圣布里厄-乡村商业中心 - B 朗戈-邮局 ↔ 普卢弗拉冈-洛林 - E 圣布里厄-瑟松堡 ↔ 圣布里厄-乡村商业中心 - 50 圣布里厄-田场 ↔ 圣朱利安-多洛十字架 - 60 圣布里厄-田场 ↔ 拉梅欧贡-中心 - 90 圣布里厄-田场 ↔ 圣多南-活动室 - 120 圣布里厄-田场 ↔ 特雷戈-布瓦西永 - M1 N1 圣布里厄-瑟松·共和 ↔ 圣布里厄-乡村商业中心 - M2 N2 朗戈-邮局 ↔ 普卢弗拉冈-洛林 周日及节假日开行： - DF1 圣布里厄-瑟松·共和 ↔ 圣布里厄-乡村商业中心 - DF2 普卢弗拉冈-巴拉夫 ↔ 特雷戈-勒布朗 - DF3 圣布里厄-火车站南 ↔ 圣布里厄-圣心 |
| 1.                               |                | |

### 社会车辆
圣布里厄站门口设有社会车辆停车场。

## 临近车站
| 圣布里厄站（Gare de Saint-Brieuc）   |                    |                  |
| 上行车站                             | 线路               | 下行车站         |
| 伊菲尼亚克站 9.6km ←                 | 巴黎－布雷斯特铁路 | 拉莫贡站 → 6.6km |
| - 本表仅显示开通客运服务的线路及车站 |                    |                  |